# Maiduguri
Maiduguri   este un oraș  în  Nigeria. Este reședința  statului  Borno.